# Crozant
Crozant ist eine Gemeinde in Frankreich. Sie gehört zur Region Nouvelle-Aquitaine, zum Département Creuse, zum Arrondissement Guéret und zum Kanton Dun-le-Palestel.

## Geografie
Die Sedelle fließt in der Gemeindegemarkung von Crozant als linker Nebenfluss in die Creuse.
Die Gemeinde grenzt im Nordwesten an Éguzon-Chantôme, im Nordosten an Saint-Plantaire, im Osten an Fresselines, im Südosten an Maison-Feyne, im Süden an Lafat, im Südwesten an La Chapelle-Baloue und im Westen an Saint-Sébastien. 
Über Crozant führt auch die Via Lemovicensis, einer der vier historischen „Wege der Jakobspilger in Frankreich“.

## Bevölkerungsentwicklung
| Jahr      | 1962 | 1968 | 1975 | 1982 | 1990 | 1999 | 2008 | 2018 |
| --------- | ---- | ---- | ---- | ---- | ---- | ---- | ---- | ---- |
| Einwohner | 949  | 929  | 862  | 732  | 636  | 581  | 511  | 442  |

## Sehenswürdigkeiten
- Schloss von Crozant, heute eine Burgruine, seit dem 3. Oktober 1997 ein Monument historique
- Château des Places, seit 1992 ein Monument historique
- Kirche Saint-Étienne
- Arboretum an der Sedelle

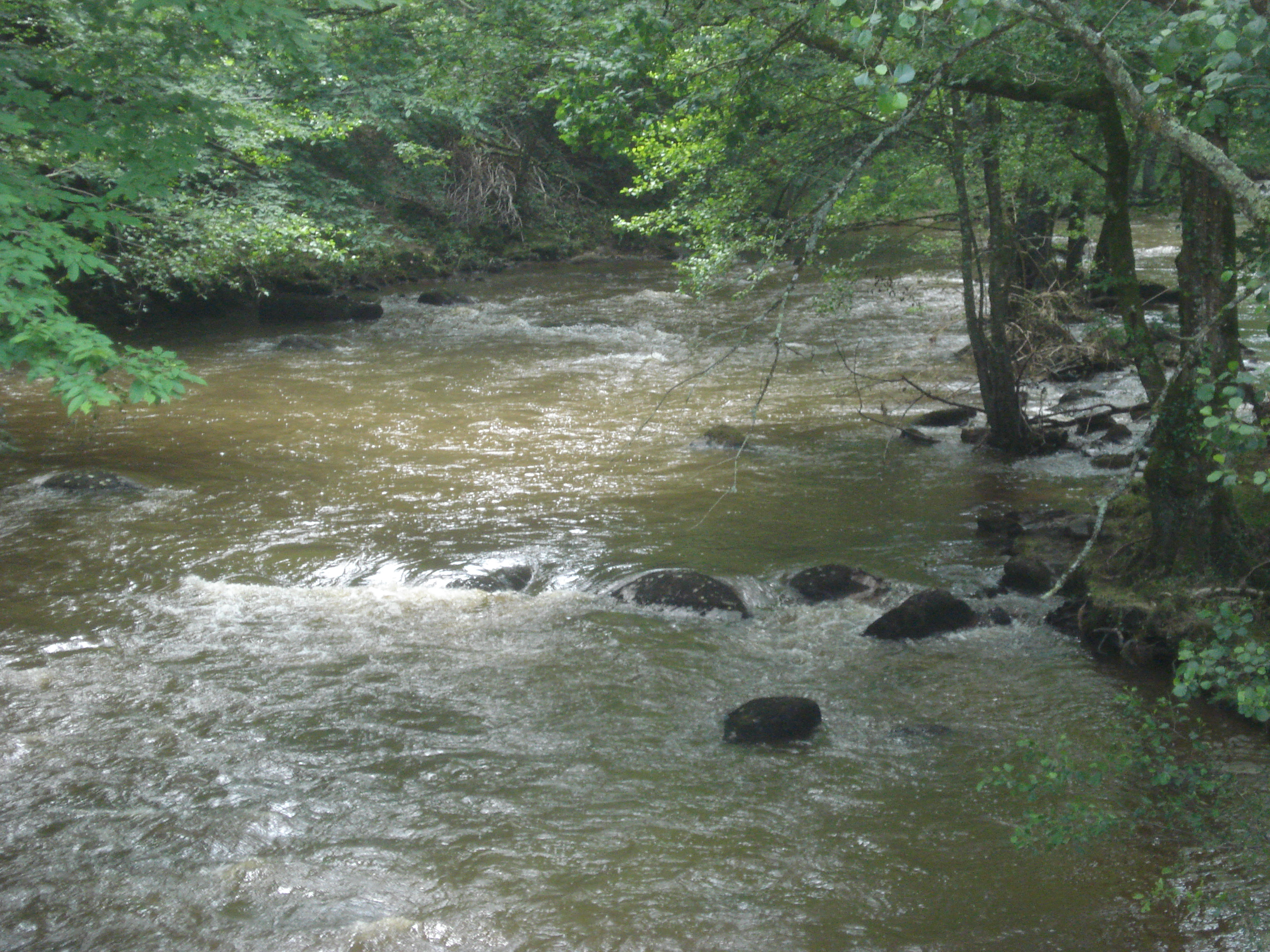
Die Sedelle bei Crozant
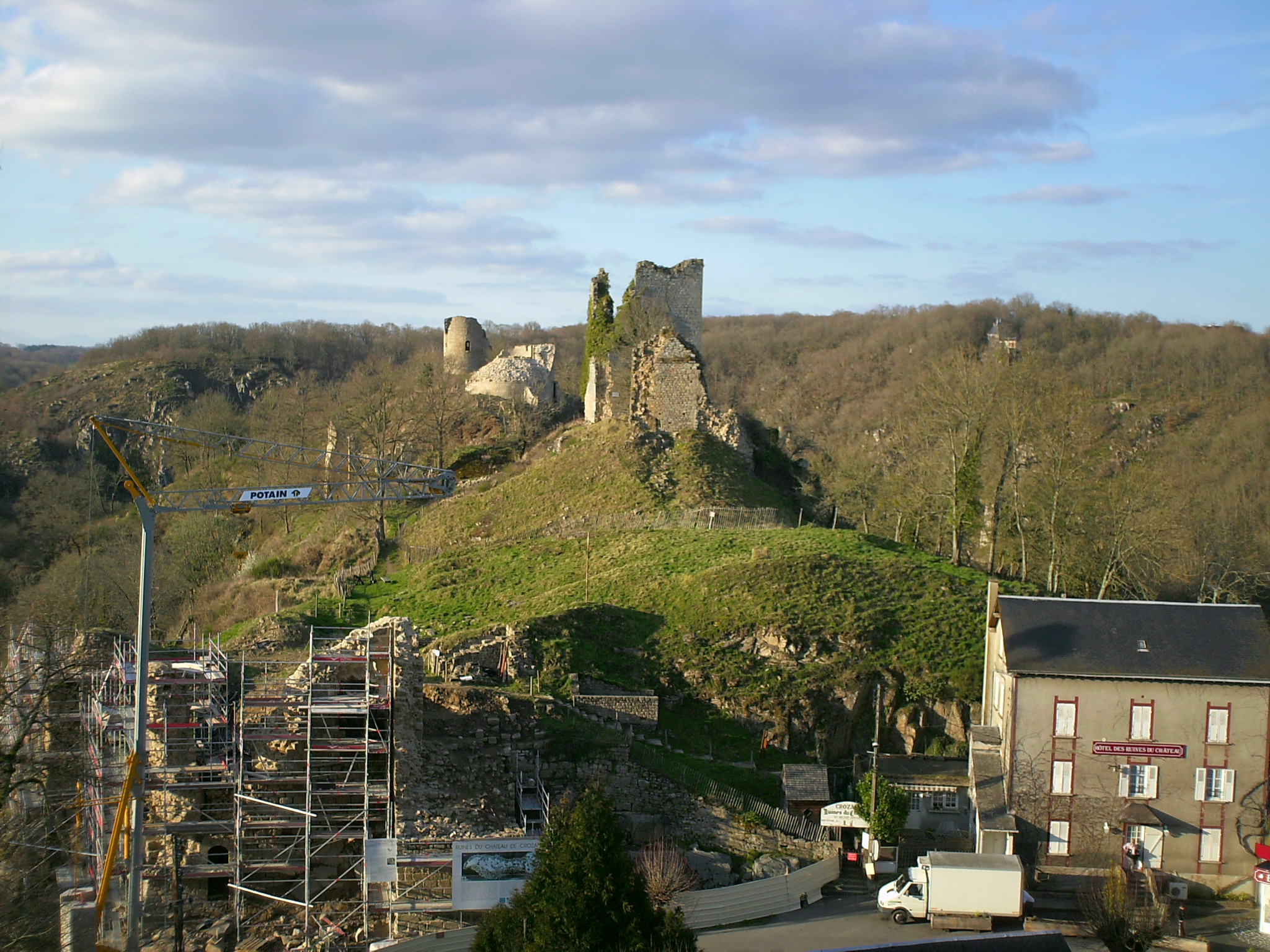
Burgruine des Schlosses von Crozant
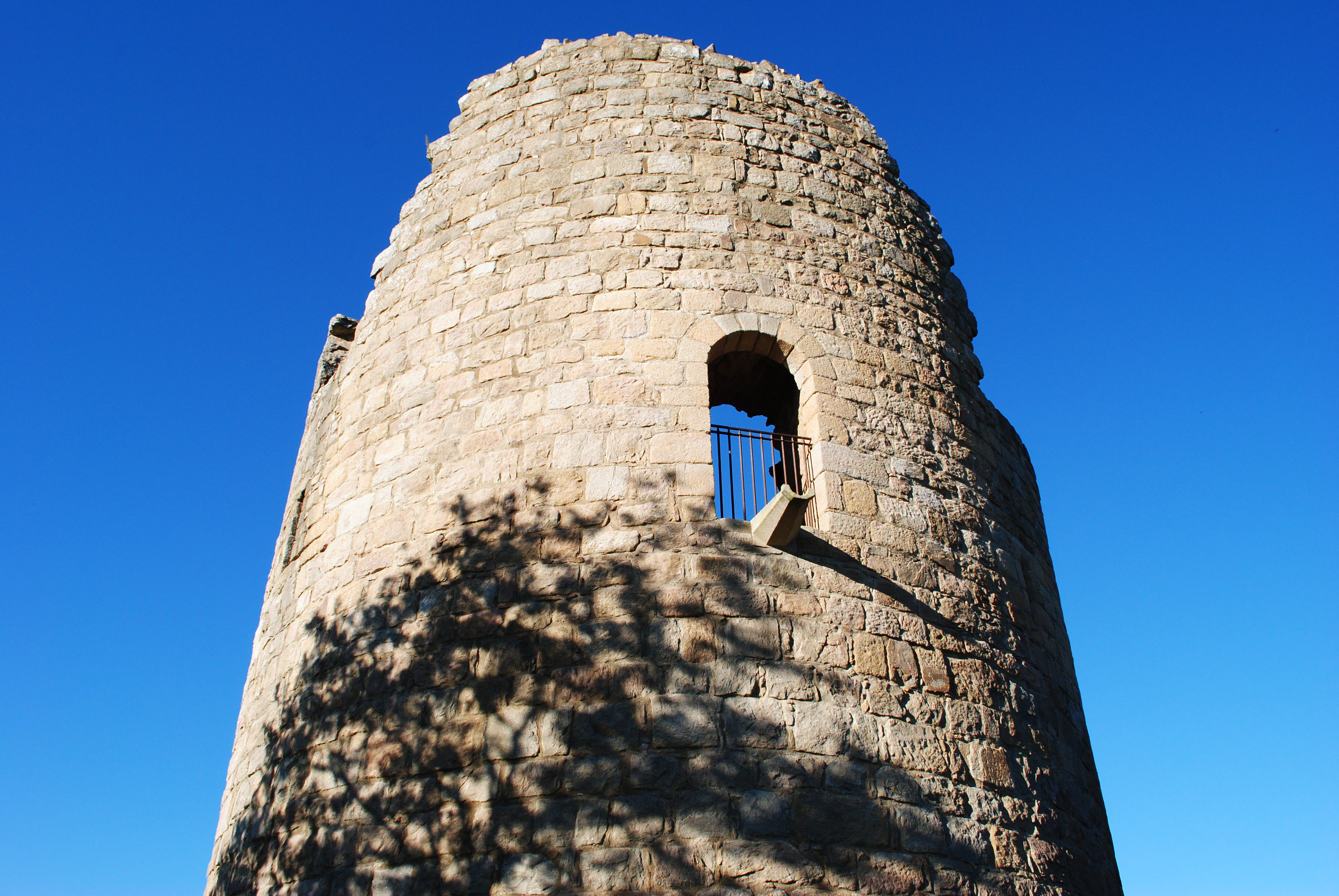
Turm des Schlosses von Crozant
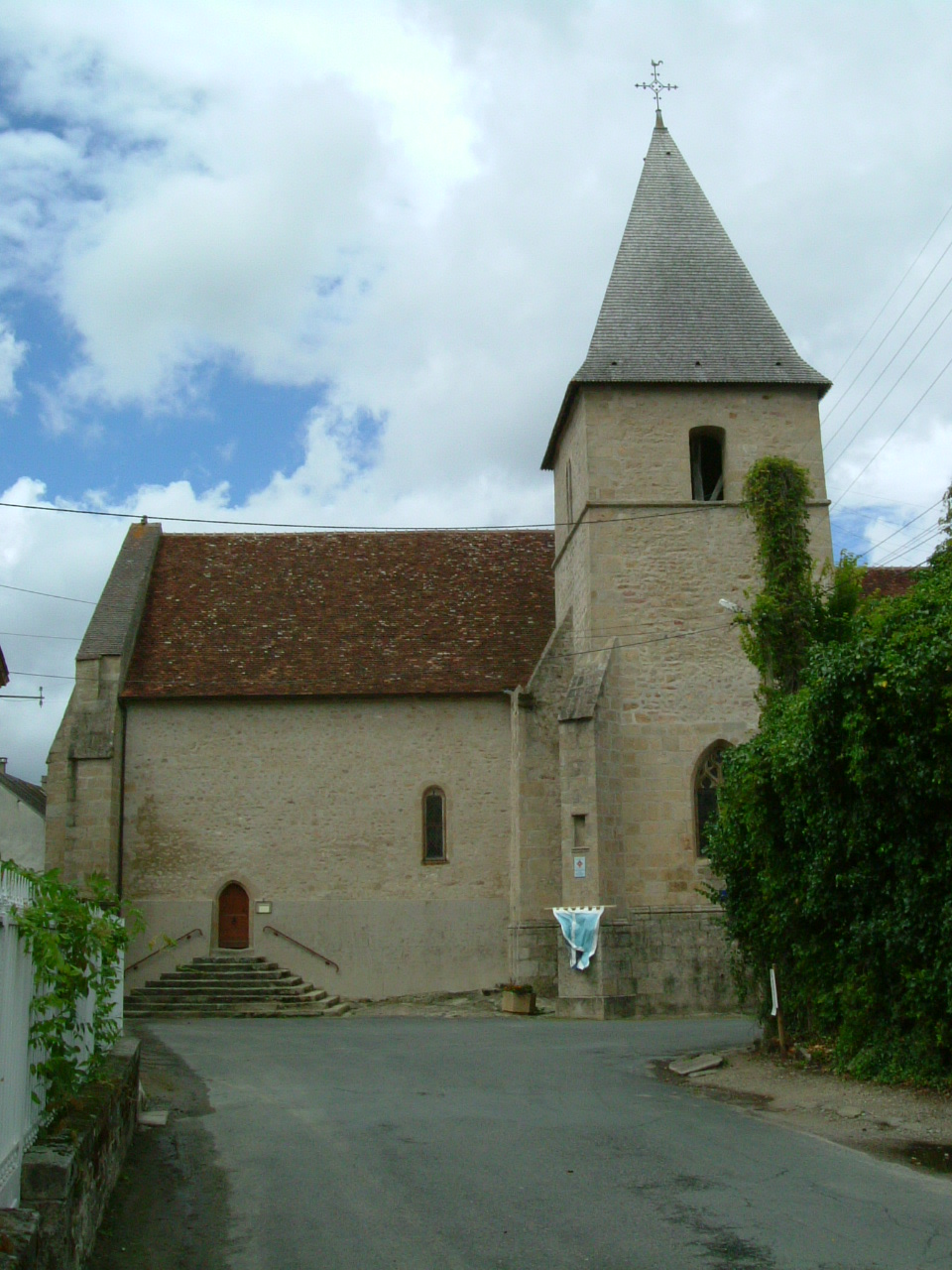
Kirche Saint-Étienne im Sommer 2008
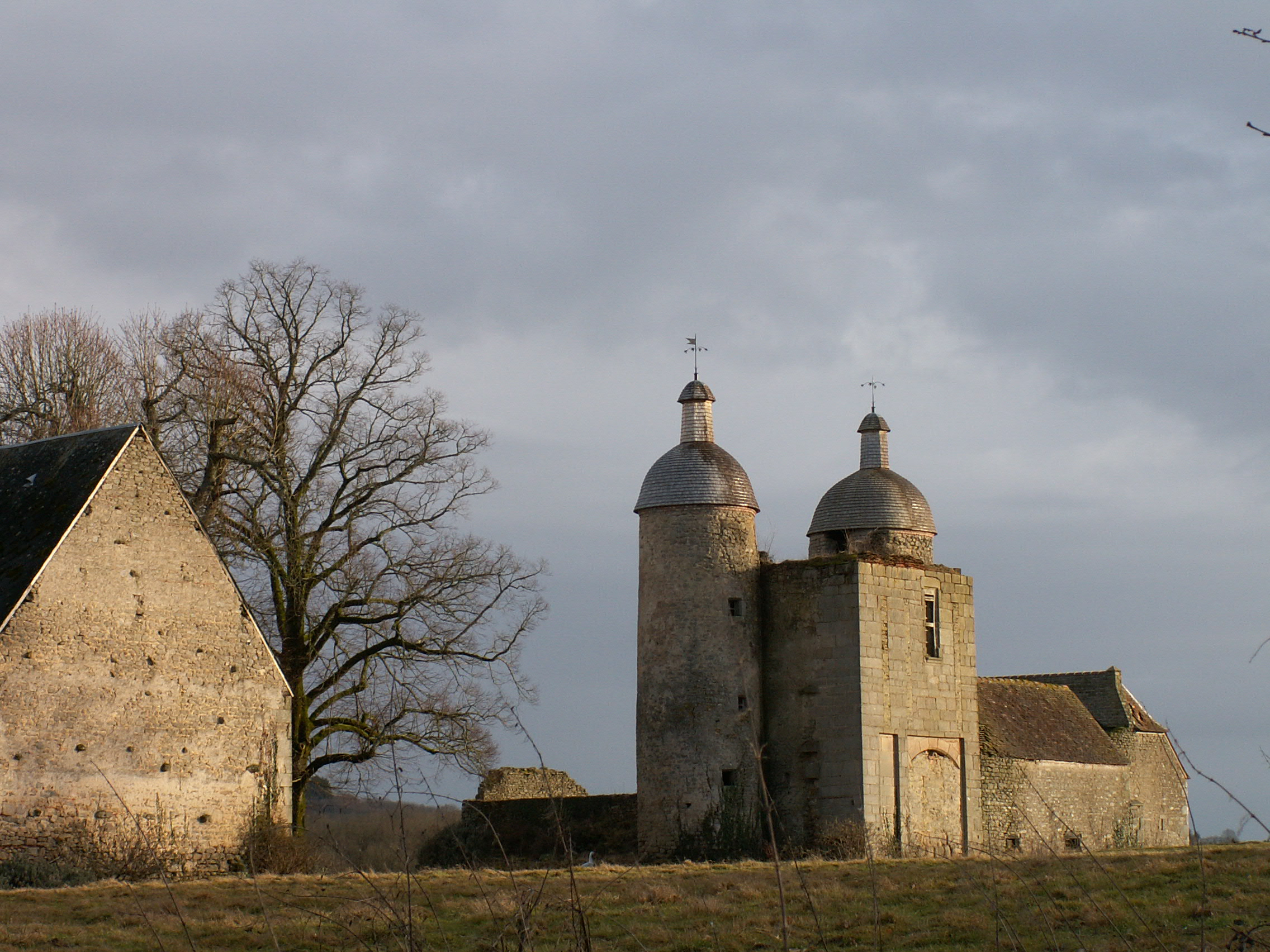
Château des Places
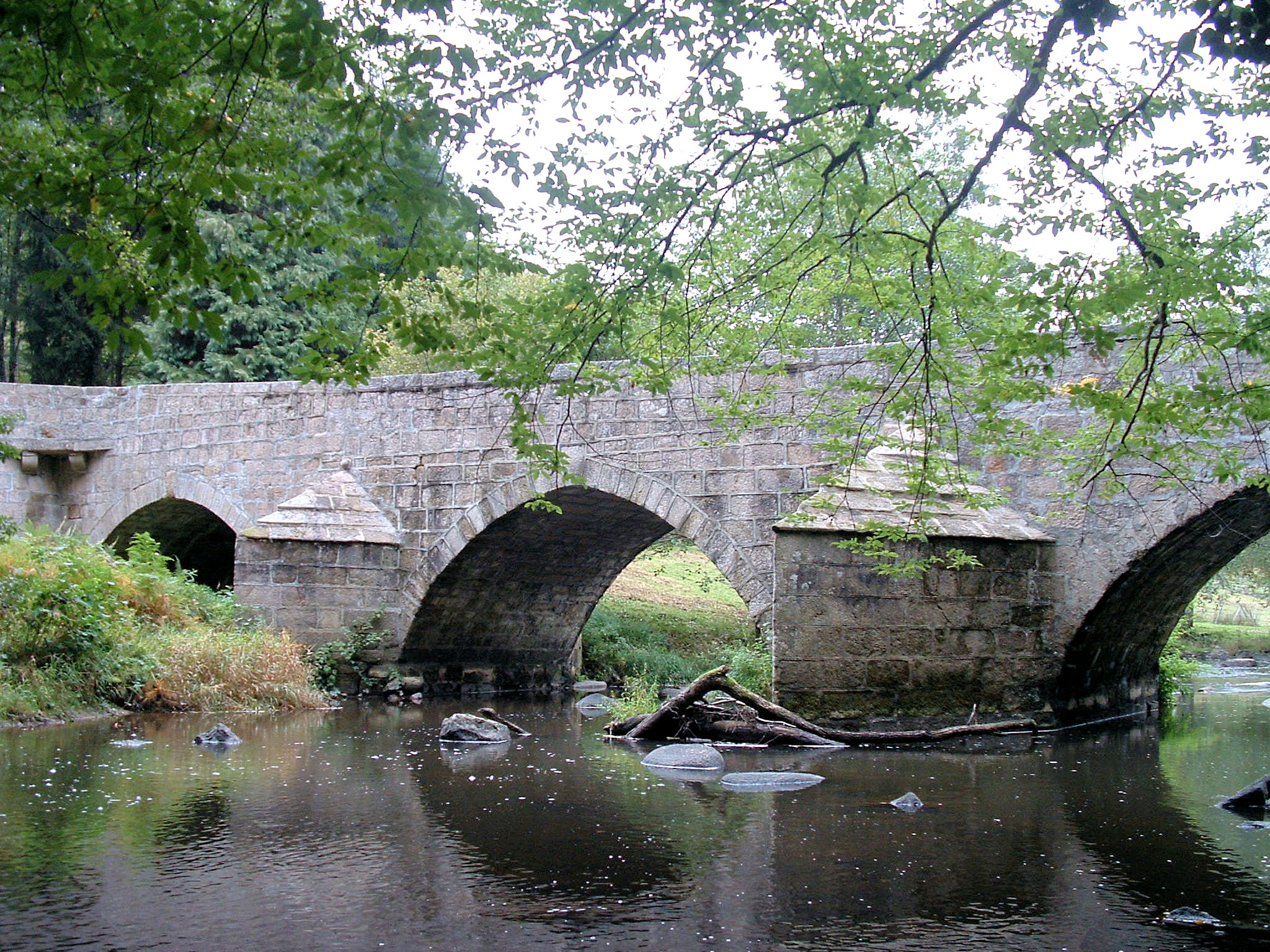
Pont Charraud – Brücke bei Crozant
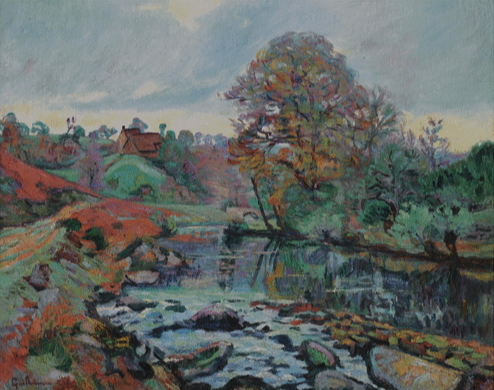
Landschaftsbild mit der Creuse bei Crozant, Gemälde von Armand Guillaumin

## Persönlichkeiten
- Édouard Imer (1820–1881), Kunstmaler, schuf Werke über einen Weg nach und Ruinen von Crozant.

Crozant war die Wahlheimat zahlreicher Künstler, unter anderem:
- Armand Guillaumin (1841–1927), Kunstmaler und Grafiker
- Gustave Eugène Castan (1823–1892), aus der Schweiz stammender Landschaftsmaler, Kupferstecher und Lithograph, † 27. Juli 1892 in Crozant